# Бориспольский автозавод
ЗАО «Бориспольский автозавод» — ликвидированное украинское автомобилестроительное предприятие, располагавшееся в селе Пролиски Бориспольского района Киевской области. Входило в состав корпорации «Эталон».

## История
Автозавод был создан на базе ранее существовавшего предприятия «УкрВолгаТехсервис», собиравшего легковые и грузовые автомобили ГАЗ.
В 2002 году предприятие начало сотрудничество с индийской автомобилестроительной компанией Tata Motors, и производственные мощности завода были перепрофилированы под лицензионную сборку среднетоннажных грузовиков TATA для украинского рынка.

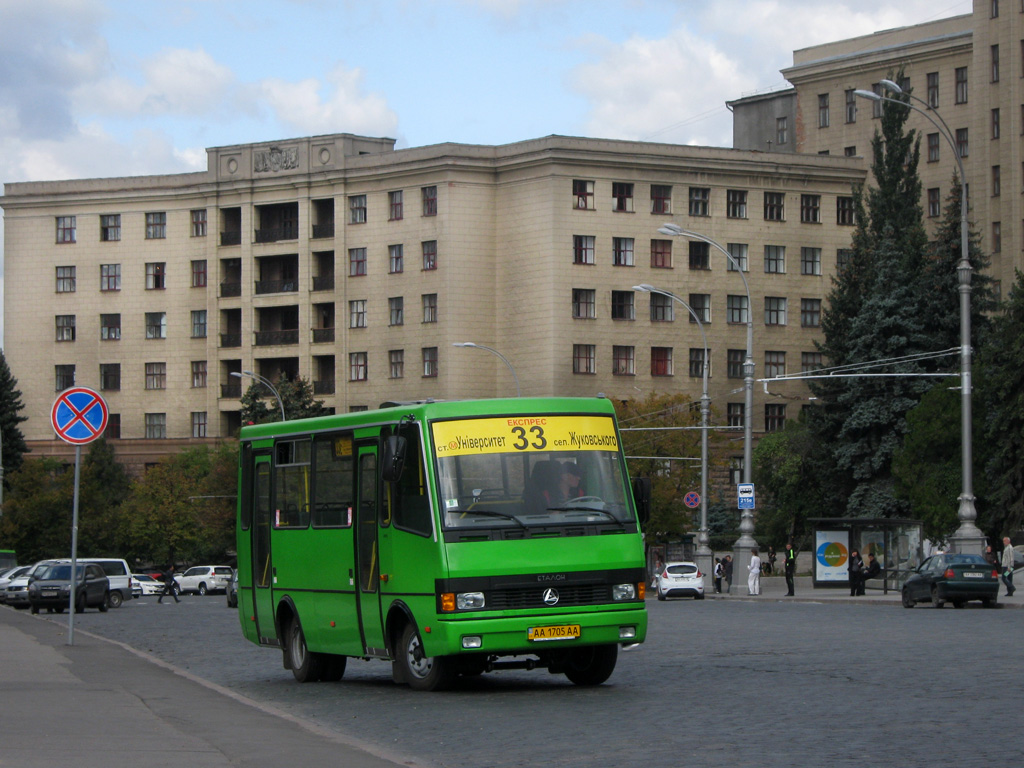
БАЗ А079.14

24 мая 2002 года был представлен первый собранный на заводе автобус модели БАЗ А079. Автобус был разработан НИИ «Укравтобуспром» на шасси TATA LPT-613/38 из комплектующих индийского и украинского производства. Двигатель, ходовую часть, «оптику» и переднюю маску предоставили индийцы, а кузов и остальные составляющие были придуманы и реализованы украинской стороной. Стоимость автобуса была установлена в размере 23 тысяч долларов США.
В начале октября 2002 года было начато серийное производство первой модели автобуса БАЗ А079 «Эталон».
В 2003 году завод выпустил 416 автобусов.
Во втором полугодии 2004 года завод начал участие в государственной программе Украины «Школьный автобус». В ходе программы на БАЗе были реализованы собственные варианты школьного автобуса БАЗ А079 — стандартная версия, удлиненная версия и модификация автобуса с местом для школьника с ограниченной подвижностью.
В 2004 году завод выпустил 456 автобусов. В 2007 году — 2080 автобусов.
В сентябре 2008 года завод освоил сборку среднетоннажных грузовиков БАЗ Т713 на шасси TATA LPT-613, но начавшийся в 2008 году экономический кризис осложнил положение предприятия и стал причиной остановки производства в конце ноября 2008 года до весны 2009 года. Всего в 2008 году завод выпустил 2464 автомашины и завершил 2008 год с убытком 3,365 млн гривен.
После возобновления работы помимо автобусов и грузовиков на шасси ТАТА, автозавод выпускал модельный ряд автобусов БАЗ А148 на китайском шасси FAW СА6102 D92-1.
В 2009 году завод не выпустил ни одного автобуса и завершил 2009 год с убытком 56,131 млн гривен.
В 2010 году завод представил автобусы БАЗ А081 на шасси Ashok Leyland Eagle индийской автомобилестроительной компании Ashok Leyland и БАЗ А0111 «Ромашка». 2010 год завод завершил с убытком 31,408 млн гривен.
В 2011 году автозавод выпустил 1395 автомашин и завершил 2011 год с убытком 15,762 млн гривен.
В январе — ноябре 2012 года завод выпустил 1265 автомашин, но в связи с задержкой оплаты государственными органами Украины автобусов, поставленных по программе «Школьный автобус» в декабре 2012 года руководство корпорации приняло решение приостановить производство с начала января 2013 года. В декабре 2012 года завод выпустил ещё 128 автомашин.
В январе 2013 года завод приостановил работу и не выпустил ни одной автомашины, но в феврале 2013 года возобновил производство и всего в 2013 году выпустил 810 автомашин.
В 2014 году завод выпустил 110 автобусов и завершил год с убытком 22,6 млн гривен. По состоянию на начало 2015 года численность персонала завода составила 207 человек — на 22 работника меньше, чем к началу 2014 года. В январе 2015 года завод был остановлен. Всего в 2015 году завод выпустил 3 автомашины.
С 2016 завод практически перестал выпускать продукцию.
В марте 2023 года была начата процедура ликвидации завода, а в апреле 2024 года — продан.

## Продукция
- грузовик БАЗ Т713 на шасси ТАТА (Фото);

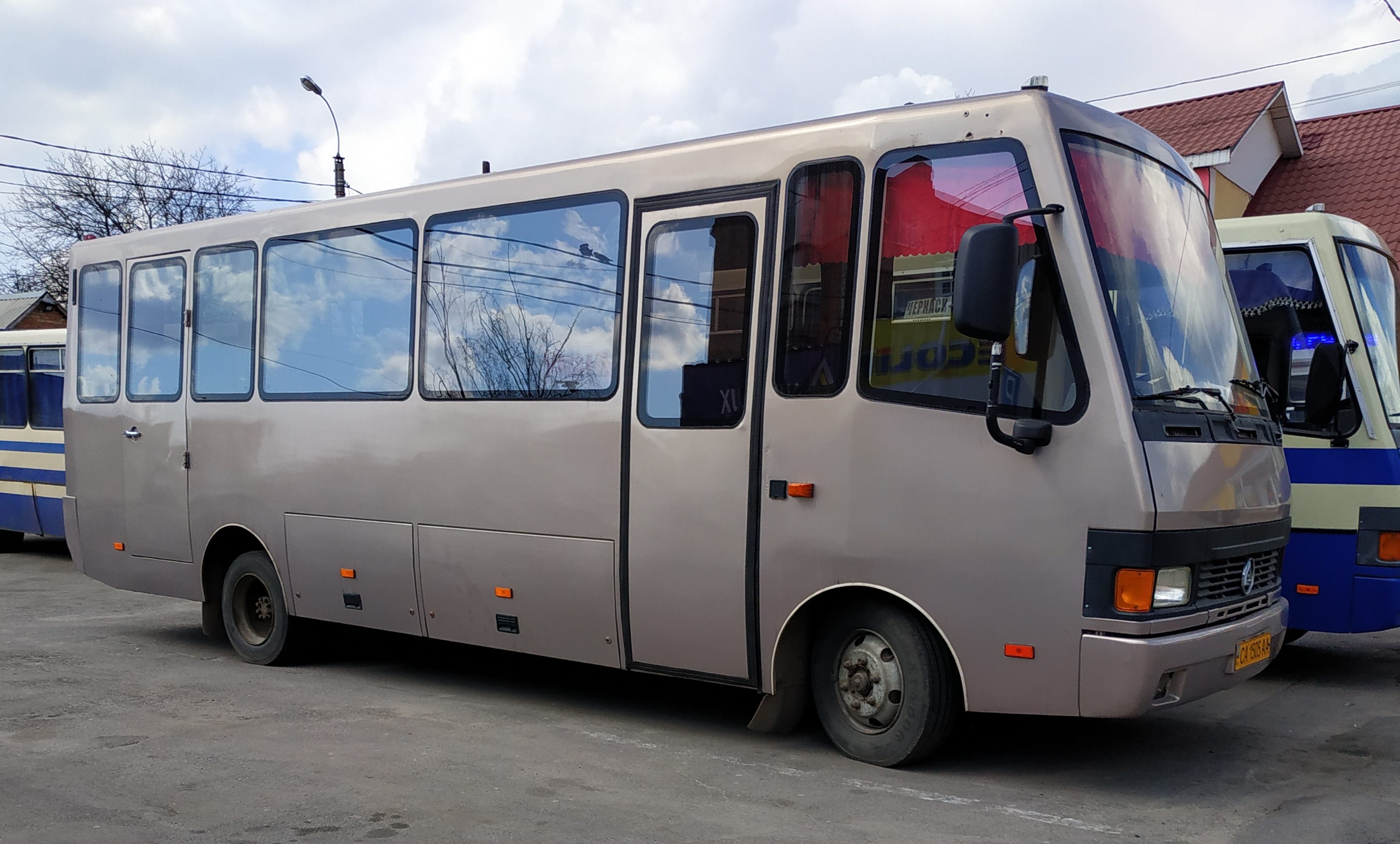
автобусы БАЗ А079.13 «Эталон» (Евро-2) и БАЗ А079.31 «Эталон» (Евро-3) — пригородные модификации автобуса А079 (Фото);
- автобусы БАЗ А079.13Ш «Эталон» (Евро-2) и БАЗ А079.31Ш «Эталон» (Евро-3) — школьные модификации автобуса А079 (Фото (недоступная ссылка));
- автобусы БАЗ А079.14 «Эталон» (Евро-2) и БАЗ А079.32 «Эталон» (Евро-3) — городские модификации автобуса А079 (Фото);
- автобусы БАЗ А079.17 «Эталон» (Евро-2) и БАЗ А079.27 «Эталон» (Евро-3) — междугородние модификации автобуса А079 (Фото);
- автобусы БАЗ А079.19 «Эталон» (Евро-2) и БАЗ А079.29 «Эталон» (Евро-3) — междугородние модификации автобуса А079 (Фото);
- автобусы БАЗ А079.23 «Эталон» (Евро-2) и БАЗ А079.33 «Эталон» (Евро-3) — туристические модификации автобуса А079 (Фото);
- автобусы БАЗ А079.24 «Эталон» (Евро-2) и БАЗ А079.34 «Эталон» (Евро-3) — туристические модификации автобуса А079 (Фото);
- автобусы БАЗ А079.24Ш «Эталон» (Евро-2) и БАЗ А079.34Ш «Эталон» (Евро-3) — удлиненные школьные модификации автобуса А079) (Фото);
- автобус БАЗ А079.24С «Эталон» (Евро-2) — модификация автобуса А079 для органов внутренних дел (Фото);
- автобусы БАЗ А079.25 «Эталон» (Евро-2) и БАЗ А079.35 «Эталон» (Евро-3) — туристические модификации автобуса А079 повышенного комфорта (Фото);
- автобусы БАЗ А079.25 «Эталон» Люкс (Евро-2) и БАЗ А079.35 «Эталон» Люкс (Евро-3) — туристические модификации автобуса А079 повышенного комфорта (Фото);
- автобусы БАЗ А079.45 «Эталон» (Евро-2) — модификация автобуса А079 с местом для пассажира с ограниченной подвижностью (Фото);
- автобус БАЗ А079.45Ш «Эталон» (Евро-2) — школьная модификация автобуса А079 с местом для пассажира с ограниченной подвижностью;
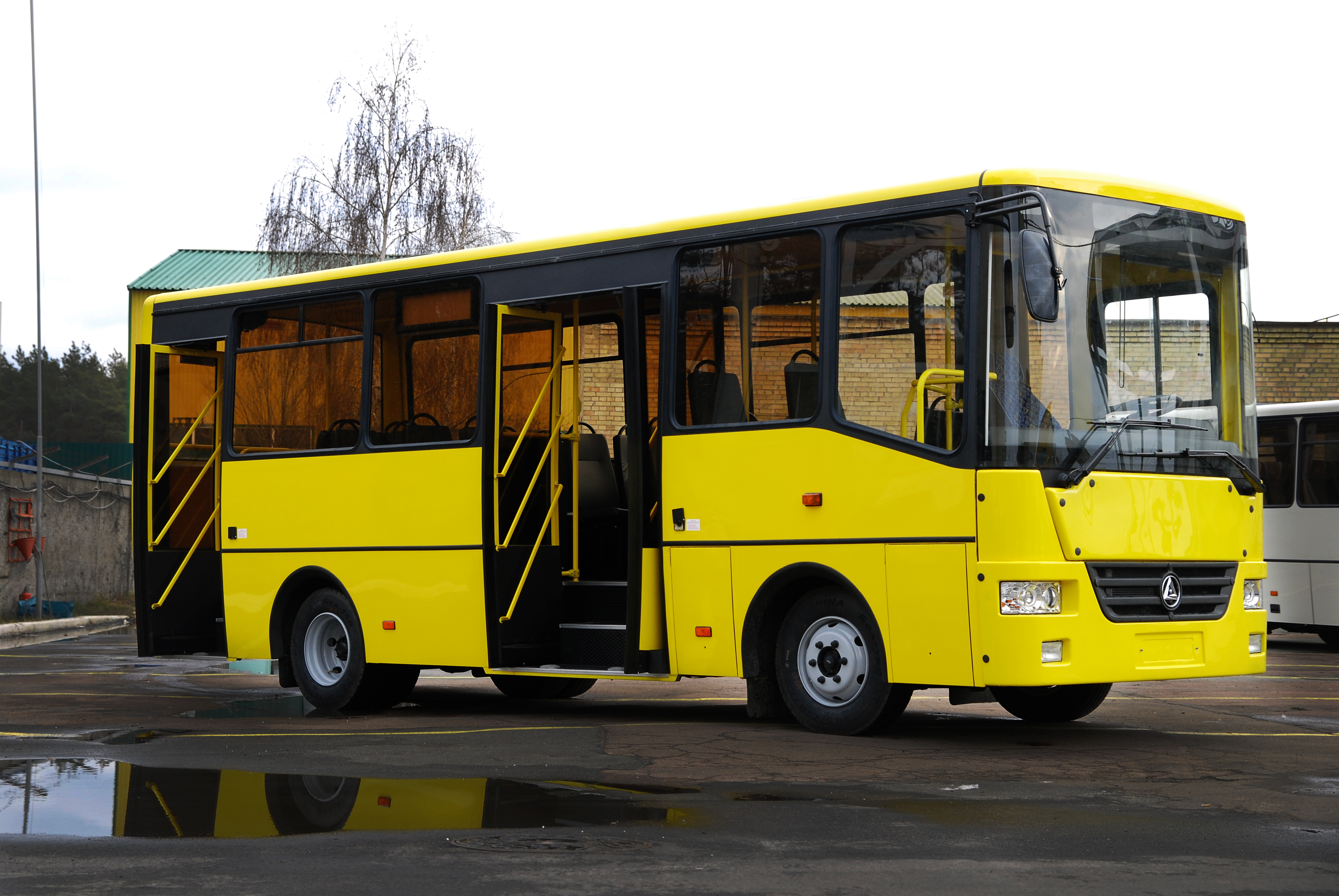
автобус БАЗ А081.10 (Евро-3), городская модификация (Фото);
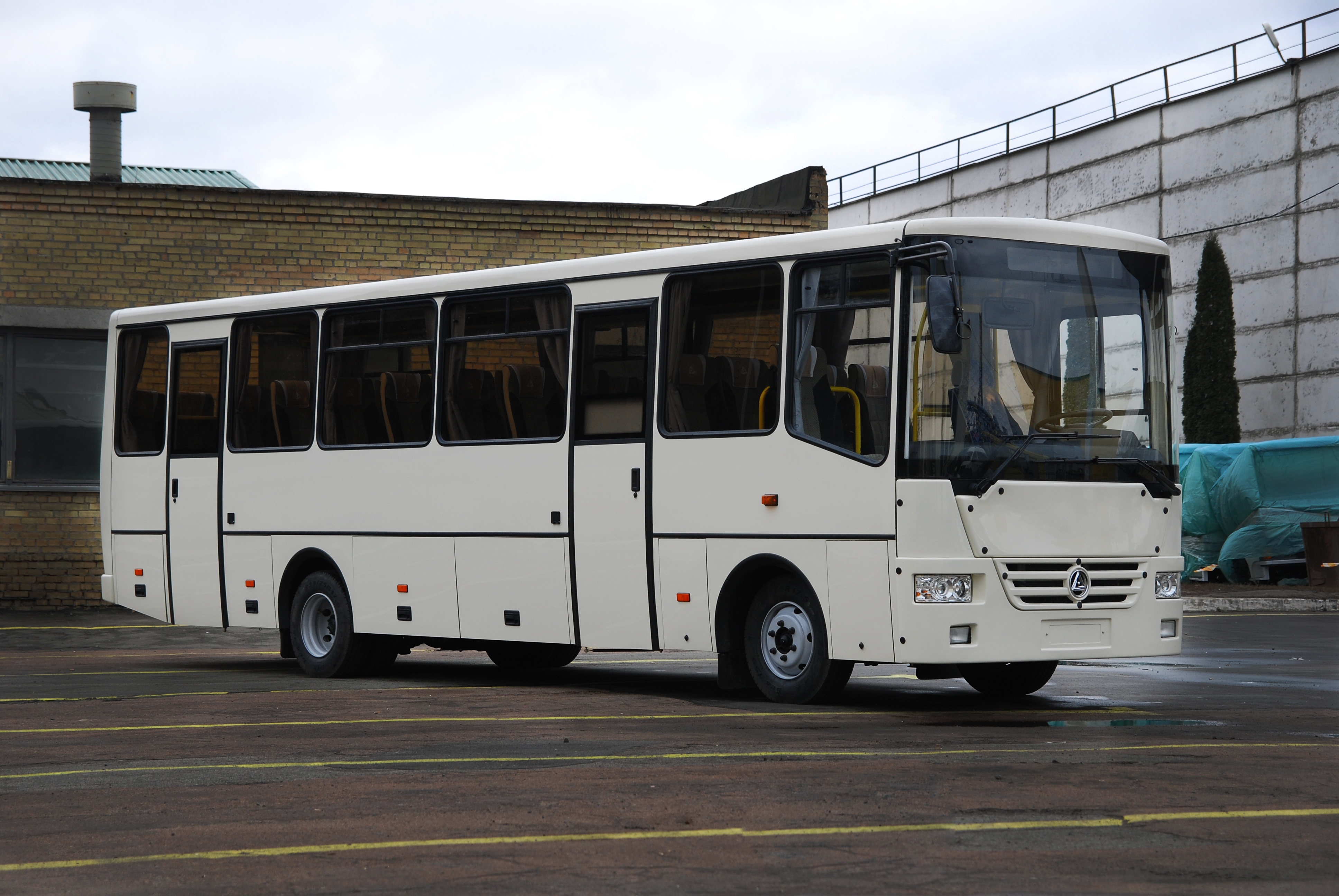
автобус БАЗ-А081.20 (Евро-3), междугородняя модификация (Фото);
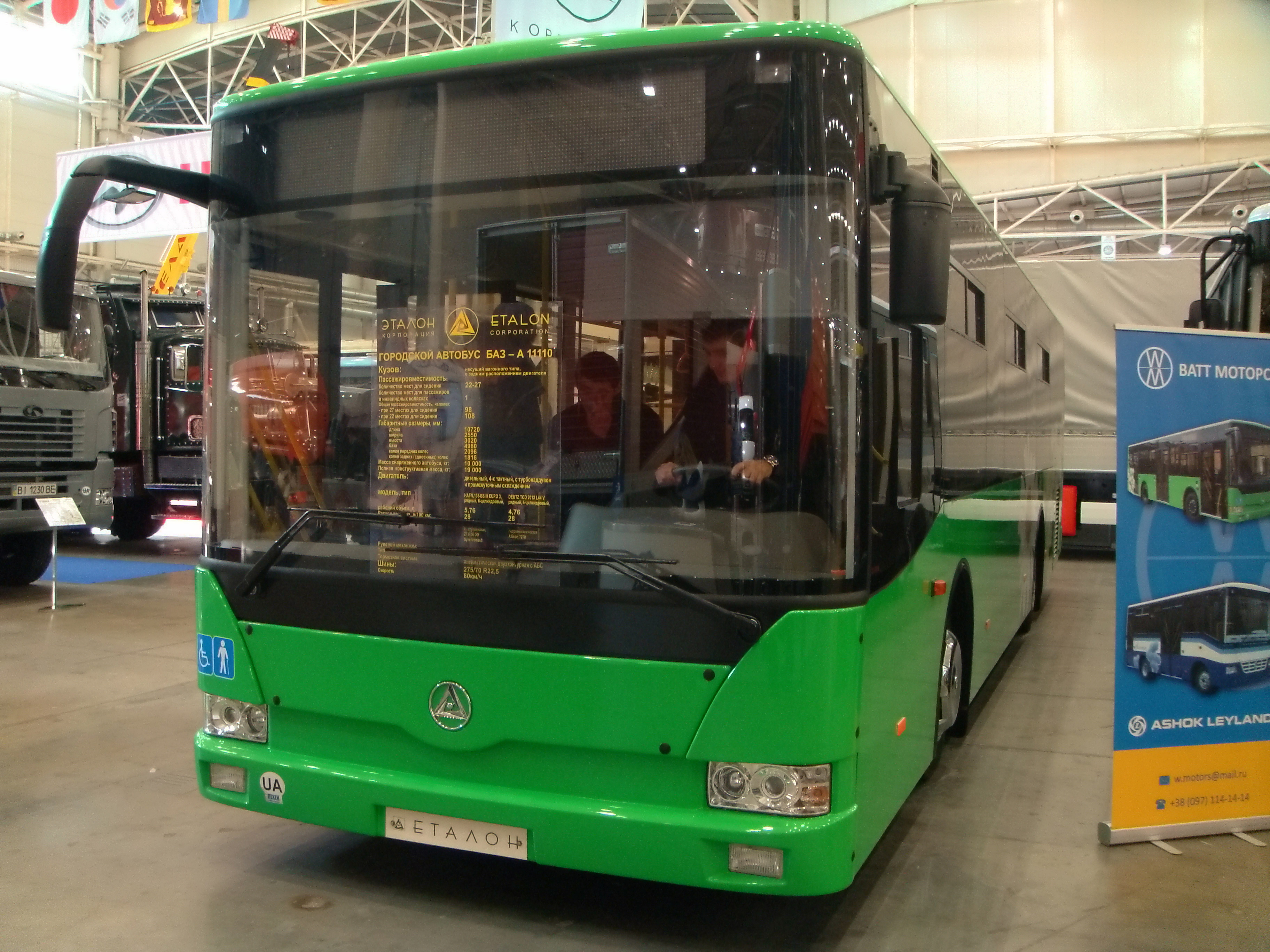
автобус БАЗ А111 (Евро-3), городская модификация (Фото);
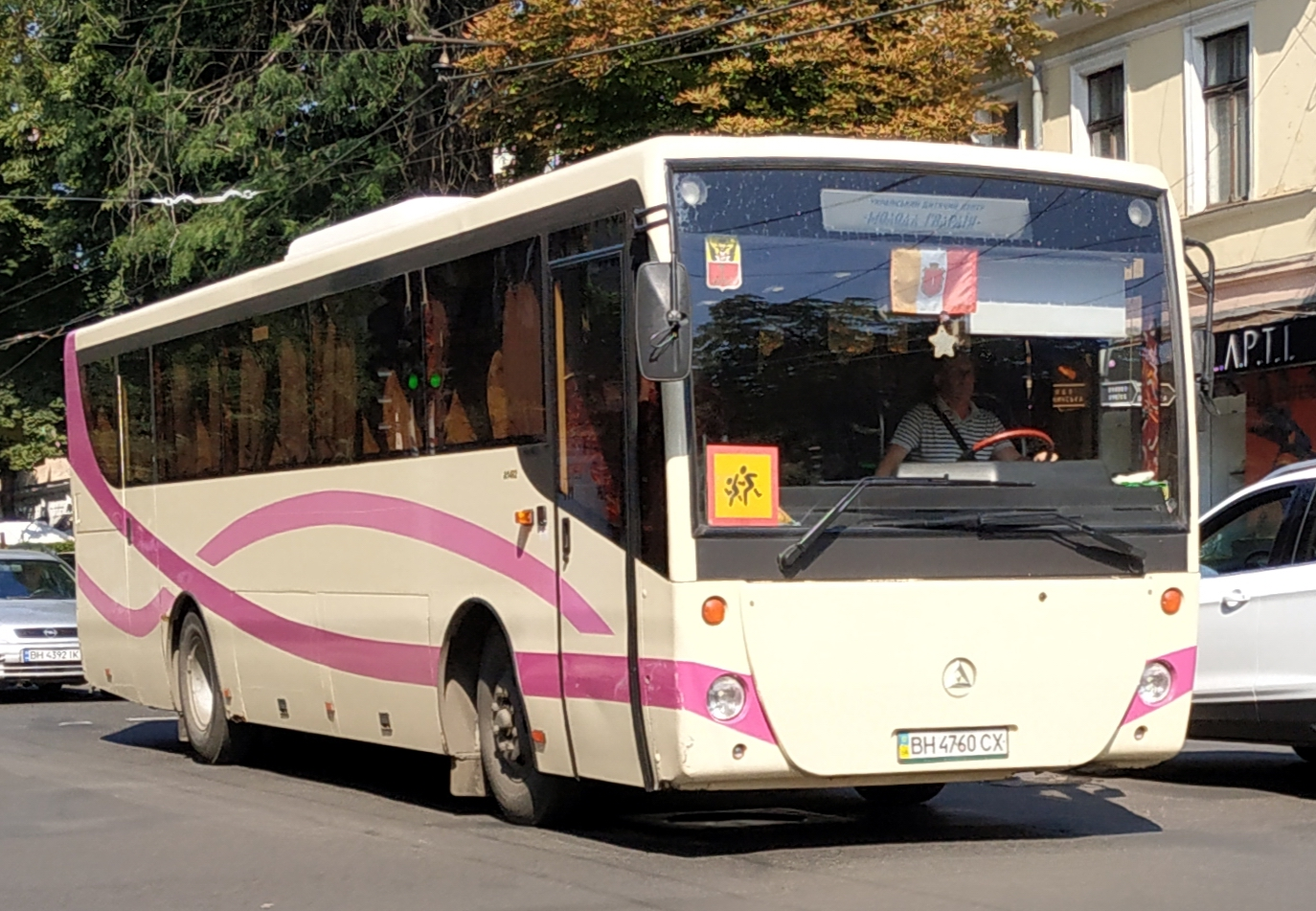
автобус БАЗ А148 (Евро-2), городская модификация (Фото (недоступная ссылка));
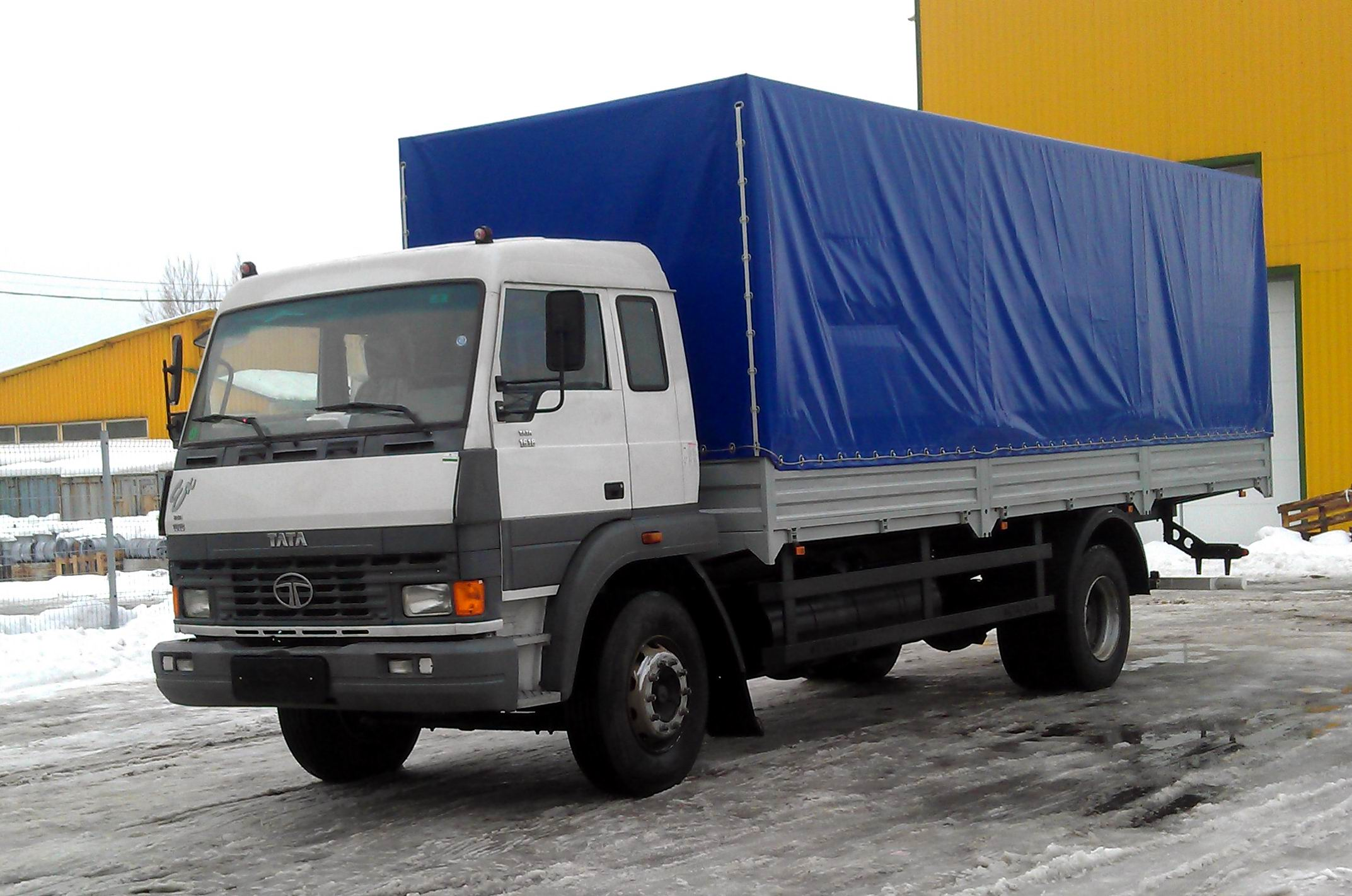
автобус БАЗ А148.1 (Евро-2), междугородняя модификация (Фото (недоступная ссылка));
- автобус БАЗ А148.2 (Евро-2), туристическая модификация (Фото (недоступная ссылка));
- автобус БАЗ А148.3 (Евро-3), туристическая модификация (Фото (недоступная ссылка));
- автобус БАЗ А148.5 (Евро-3), пригородная модификация (Фото).

- автобус малого класса БАЗ 2215 «Дельфин»;
- автобус малого класса БАЗ 2215ШК (школьный) (Фото);
- автобус БАЗ А079.03 «Эталон» (Евро-1) — пригородная модификация автобуса А079 (Фото);
- автобус БАЗ А079.04 «Эталон» (Евро-1) — городская модификация автобуса А079 (Фото);
- автобус БАЗ А079.07 «Эталон» (Евро-1) — междугородняя модификация автобуса А079 (Фото);
- автобус БАЗ А079.09 «Эталон» (Евро-1) — междугородняя модификация автобуса А079 (Фото);
- автобус БАЗ А079.20 «Эталон» (Евро-1) — туристическая модификация автобуса А079 (Фото);
- автобус БАЗ А079.21 «Эталон» (Евро-1) — туристическая модификация автобуса А079 (Фото);
- автобус БАЗ А079.21Ш «Эталон» (Евро-1) — удлиненная школьная модификации автобуса А079) (Фото);
- автобус БАЗ А079.22 «Эталон» (Евро-1) — туристическая модификация автобуса А079 повышенного комфорта (Фото);
- автобус БАЗ А079.30 «Эталон» (Евро-1) — городская трёхосная модификации автобуса А079 (выпущен в единственном экземпляре) (Фото);
- автобус БАЗ А079.42 «Эталон L» (Евро-1) — туристическая модификация автобуса А079 класса «Люкс» (выпущен в единственном экземпляре) (Фото);
- автобус БАЗ А079Шт «Эталон» (штабной, Евро-2) — модификация автобуса А079 в версии передвижного офиса (выпущен в единственном экземпляре) (Фото);
- автобус БАЗ А053.02 «Эталон» (Евро-2) — укороченная модификация автобуса на шасси Iveco (выпущен в единственном экземпляре) (Фото);
- автобус БАЗ А411 «Роксолана» (Евро-1), городская модификация (выпущен в единственном экземпляре) (Фото);
- автобус БАЗ А212 «Славутич» (Евро-1), городская модификация (выпущен в единственном экземпляре) (Фото);
- автобус БАЗ 3201 «Пролисок» (Евро-1), городская модификация (выпущен в единственном экземпляре) (Фото);
- автобус БАЗ 3202 «Пролисок» (Евро-1), городская удлиненная модификация (выпущен в единственном экземпляре) (Фото);
- автобус БАЗ 3203 «Эдельвейс» (Евро-1), туристическая модификация (выпущен в единственном экземпляре) (Фото);
- автобус БАЗ 3240 (Евро-1), маршрутное такси (выпущен в единственном экземпляре) (Фото);
- мультикар БАЗ 3340 «Терен» (выпущен в единственном экземпляре) (Фото).

- БАЗ А079.25
- БАЗ А081.11
- БАЗ А081.20
- БАЗ А111.10
- БАЗ А148.2
- БАЗ T1618